# 揚塔爾尼火山
57°01′05″N 157°11′00″W / 57.01806°N 157.18333°W

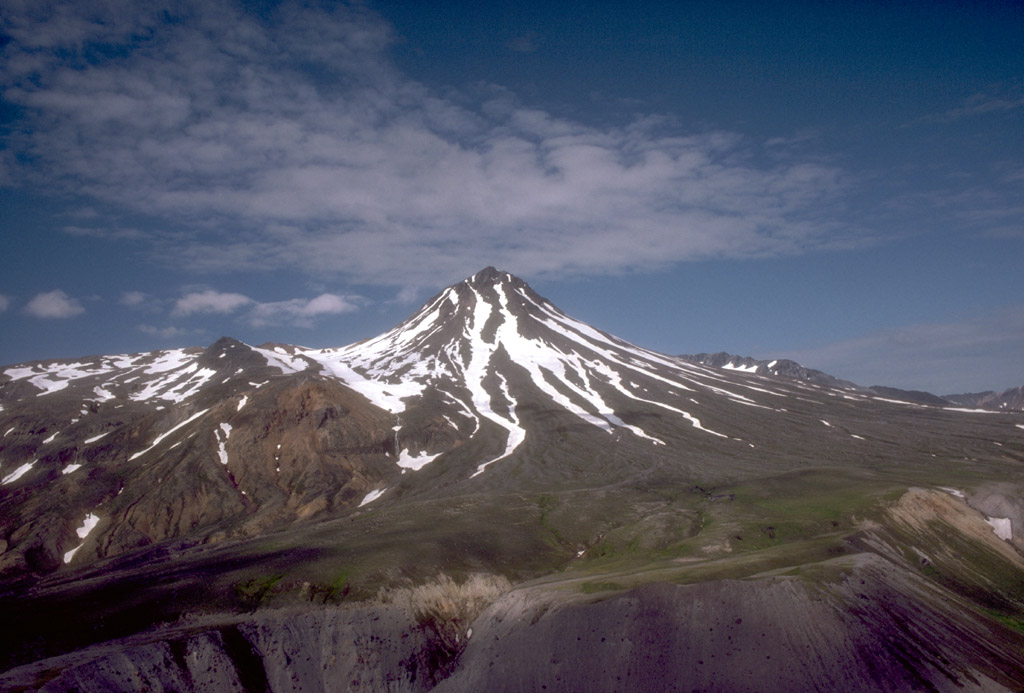

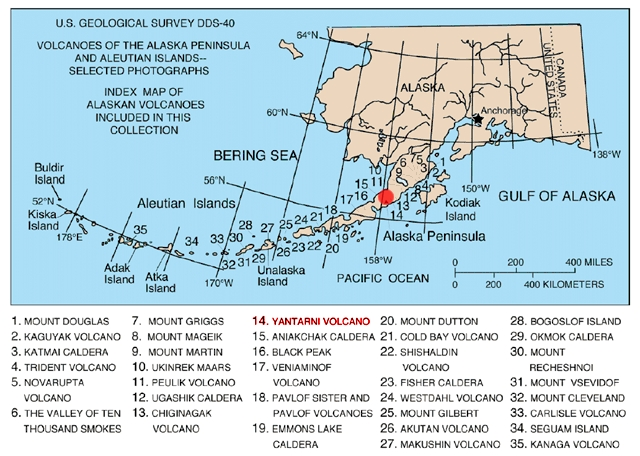

揚塔爾尼火山是美國的火山，位於阿拉斯加半島，由阿拉斯加州負責管轄，屬於阿留申山脈的一部分，海拔高度1,336米，最近一次火山噴發在公元前800年發生。

## 外部連結
- Volcanoes of the Alaska Peninsula and Aleutian Islands-Selected Photographs （页面存档备份，存于）